# Гжегожев (гміна)
Гміна Гжегожев (пол. Gmina Grzegorzew) — сільська гміна у північно-західній Польщі. Належить до Кольського повіту Великопольського воєводства.
Станом на 31 грудня 2011 у гміні проживало 5687 осіб.

## Територія
Згідно з даними за 2007 рік площа гміни становила 73.43 км², у тому числі:
- орні землі: 84.00%
- ліси: 5.00%

Таким чином, площа гміни становить 7.26% площі повіту.

## Населення
Станом на 31 грудня 2011:
| Опис     | Загалом | Загалом | Чоловіки | Чоловіки | Жінки | Жінки |
| -------- | ------- | ------- | -------- | -------- | ----- | ----- |
| одиниця  | осіб    | %       | осіб     | %        | осіб  | %     |
| все      | 5687    | 100     | 2778     | 48.85    | 2909  | 51.15 |
| міське   | 0       | 100     | 0        |          | 0     |       |
| сільське | 5687    | 100     | 2778     | 48.85    | 2909  | 51.15 |

## Сусідні гміни
Гміна Гжегожев межує з такими гмінами: Баб'як, Домбе, Клодава, Коло, Ольшувка.